# Calcio Como 2012-2013
Questa voce raccoglie le informazioni riguardanti il Calcio Como nelle competizioni ufficiali della stagione 2012-2013.

## Stagione
Nella stagione 2012-2013 il Como concorre in due competizioni ufficiali: il campionato di Lega Pro Prima Divisione e la Coppa Italia Lega Pro.
Il nuovo allenatore dei lariani è Silvio Paolucci mentre nel corso della stagione Amilcare Rivetti lascia la presidenza della squadra che passa a Pietro Porro.
In campionato, dove la squadra parte con un punto di penalizzazione per il mancato deposito entro i termini previsti della fideiussione per l'iscrizione al campionato, il Como è autore di un buon avvio non subendo sconfitte nelle prime 6 partite e arrivando al terzo posto in classifica (a pari punti con il Carpi) dopo 7 giornate. Nelle successive 11 gare (fino alla prima giornata del girone di ritorno), però, la squadra lariana non consegue più alcuna vittoria e ottiene solo 6 punti chiudendo il girone d'andata a quota 17 punti, 2 in più della zona play-out. Dopo le sconfitta casalinga contro la FeralpiSalò (0-2) la dirigenza solleva Silvio Paolucci dalla guida tecnica della squadra, che era in zona play-out, e la affida a Giovanni Colella. I lariani riescono a ottenere la salvezza diretta all'ultima giornata grazie alla vittoria per 2-1 in casa del Carpi e la concomitante sconfitta del Cuneo (che era a pari punti con il Como al quintultimo posto ma aveva il vantaggio negli scontri diretti) contro la FeralpiSalò. Alfredo Donnarumma, autore su rigore del gol decisivo nell'ultima giornata contro il Carpi, è il miglior marcatore del Como in campionato con 14 gol che lo rendono anche il secondo in assoluto nel girone A alle spalle di Matteo Mancosu e a pari merito con Giovanni Abate, entrambi del Trapani.
In Coppa Italia Lega Pro il Como vince ad agosto entrambe le partite del suo girone (4-2 in casa del Monza e 3-1 a Como contro il Renate) accedento così alla fase a eliminazione diretta. Nel primo turno i lariani eliminano il Casale mentre nel secondo vengono eliminati dalla Tritium ai rigori (1-1 nei tempi regolamentari e 2-2 nei supplementari).

## Divise e sponsor
Lo sponsor tecnico per la stagione 2012-2013 è Legea, mentre, a partire dal girone di ritorno, gli sponsor ufficiali sono Acsm-Agam e FoxTown. La prima divisa è una maglia azzurra con tre strisce diagonali bianche. La divisa di riserva presenta lo stesso motivo di quella casalinga ma con i colori invertiti, mentre la terza divisa è rossa. Il colore di quest'ultima è stato deciso tramite un sondaggio tra i tifosi che hanno preferito il rosso al granata.
| Casa | Trasferta | Terza divisa |

## Organigramma societario
Area direttiva
- Presidente onorario: Gianluca Zambrotta
- Presidente: Amilcare Rivetti (fino al 26 novembre 2012),[1] Pietro Porro (dal 26 novembre 2012)
- Vicepresidente: Pietro Porro (fino al 26 novembre 2012), Flavio Foti (dal 26 novembre 2012)
- Consigliere delegato: Flavio Foti (fino al 26 novembre 2012), Fabio Bruni (dal 26 novembre 2012)

Area organizzativa
- Segretario generale: Giorgio Bressani
- Segretario amministrativo: Gianluca Noseda
- Segretario sportivo: Claudio Maspero
- Area comunicazione e rapporti pubblica amministrazione: Daniele Brunati
- Addetto stampa e delegato ai rapporti con la tifoseria: Giangabriele Palimento

Area tecnica
- Responsabile area tecnica: Giovanni Dolci
- Direttore sportivo: Mauro Gibellini
- Allenatore: Silvio Paolucci (fino al 24 febbraio 2013), Giovanni Colella (dal 24 febbraio 2013)[6]
- Allenatore in seconda: Stefano Dalla Costa (fino al 24 febbraio 2013), Moreno Greco (dal 24 febbraio 2013)
- Preparatore atletico: Giovanni Asnaghi
- Preparatore dei portieri: Fabrizio Paese
- Collaboratore area tecnica: Luigi Cappelletti
- Dirigente accompagnatore: Aldo Mosconi

Area sanitaria
- Responsabile staff sanitario: Francesco Floris[15]
- Medico sociale: Alberto Giughello
- Fisioterapista: Pietro Lovati
- Massaggiatore: Marco Mascheroni

## Rosa
Dati aggiornati al 9 marzo 2013.
| N. |                      | Ruolo | Calciatore               |
| -- | -------------------- | ----- | ------------------------ |
|    | Italia (bandiera)    | P     | Federico Frattini        |
|    | Italia (bandiera)    | P     | Alessandro Micai         |
|    | Italia (bandiera)    | P     | Filippo Perucchini       |
|    | Rep. Ceca (bandiera) | P     | Daniel Twardzik          |
|    | Italia (bandiera)    | D     | Cesare Ambrosini         |
|    | Italia (bandiera)    | D     | Francesco Bellitta       |
|    | Italia (bandiera)    | D     | Alex Benvenga            |
|    | Italia (bandiera)    | D     | Nicola Del Pivo          |
|    | Italia (bandiera)    | D     | Daniele Donnarumma       |
|    | Italia (bandiera)    | D     | Simone Fautario          |
|    | Italia (bandiera)    | D     | Francesco Luoni          |
|    | Italia (bandiera)    | D     | Paolo Marchi             |
|    | Italia (bandiera)    | D     | Marco Migliorini         |
|    | Italia (bandiera)    | D     | Marco Carlo Rondelli     |
|    | Italia (bandiera)    | D     | Marco Schiavino          |
|    | Italia (bandiera)    | C     | Andrea Ardito (capitano) |
|    | Italia (bandiera)    | C     | Michael Cia              |

| N. |                      | Ruolo | Calciatore                   |
| -- | -------------------- | ----- | ---------------------------- |
|    | Italia (bandiera)    | C     | Domenico Giampà              |
|    | Brasile (bandiera)   | C     | Matheus Bettio Gotler Gaúcho |
|    | Italia (bandiera)    | C     | Francesco Lisi               |
|    | Italia (bandiera)    | C     | Alex Mazzocca                |
|    | Italia (bandiera)    | C     | Alessandro Scialpi           |
|    | Tunisia (bandiera)   | C     | Nabil Sliti Taïder           |
|    | Italia (bandiera)    | C     | Luca Tremolada               |
|    | Italia (bandiera)    | C     | Mirko Velardi                |
|    | Italia (bandiera)    | C     | Enrico Verachi               |
|    | Italia (bandiera)    | A     | Alfredo Donnarumma           |
|    | Italia (bandiera)    | A     | Federico Fortino             |
|    | Italia (bandiera)    | A     | Antonio Gammone              |
|    | Italia (bandiera)    | A     | Daniele Grandi               |
|    | Italia (bandiera)    | A     | Simone Maugeri               |
|    | Italia (bandiera)    | A     | Ettore Mendicino             |
|    | Italia (bandiera)    | A     | Andrea Schenetti             |
|    | Venezuela (bandiera) | A     | Ernesto Torregrossa          |

## Risultati

### Lega Pro Prima Divisione

#### Girone di andata
| Arbitro: | Aureliano (Bologna) |

|                                    |           |               |
| A. Donnarumma 21’ (rig.), 41’, 75’ | Marcatori | 52’ Chiaretti |

| Arbitro: | Fiore (Barletta) |

|                     |           |                              |
| Chinellato 72’, 74’ | Marcatori | 50’ Giampà 85’ A. Donnarumma |

| Arbitro: | Fanton (Lodi) |

|                   |           |             |
| Pisani 42’ (aut.) | Marcatori | 77’ Corazza |

| Arbitro: | Marini (Roma 1) |

|  |           |            |
|  | Marcatori | 32’ Giampà |

| Arbitro: | Aversano (Castelfranco Veneto) |

|                              |           |                      |
| Tremolada 56’ (rig.) Cia 80’ | Marcatori | 29’ Foti 48’ De Rose |

| Arbitro: | Chiffi (Padova) |

|           |           |                                                |
| Tarana 8’ | Marcatori | 45’ (rig.) Tremolada 49’ A. Donnarumma 76’ Cia |

| Arbitro: | Mangialardi (Pistoia) |

|            |           |                            |
| Giampà 65’ | Marcatori | 77’ Meza Colli 82’ Beretta |

| Bolzano 28 ottobre 2012, ore 14:30 CET 9ª giornata | Südtirol       | 0 – 0 referto | Como | Stadio Druso (circa 1.800 spett.)\| Arbitro: \| Bruno (Torino) \| |
| Arbitro:                                           | Bruno (Torino) |               |      |                                                                   |

| Como 4 novembre 2012, ore 14:30 CET 10ª giornata | Como             | 0 – 0 referto | Cremonese | Stadio Giuseppe Sinigaglia (circa 1.000 spett.)\| Arbitro: \| Maresca (Napoli) \| |
| Arbitro:                                         | Maresca (Napoli) |               |           |                                                                                   |

| Arbitro: | Bindoni (Venezia) |

|                            |           |                                |
| Lisi 41’ A. Donnarumma 82’ | Marcatori | 11’ Mancosu 90+5’ (rig.) Basso |

| Arbitro: | Dei Giudici (Latina) |

|                                      |           |                          |
| N. Tarantino 57’ (rig.) Madiotto 81’ | Marcatori | 38’ Scialpi 75’ Benvenga |

| Arbitro: | Giovani (Grosseto) |

|             |           |                                                        |
| Gammone 74’ | Marcatori | 47’, 62’ (rig.) Martini 67’ (rig.) Ferrario 79’ Donida |

| Arbitro: | Bellotti (Verona) |

|                |           |               |
| D'Ambrosio 89’ | Marcatori | 15’ Tremolada |

| Arbitro: | Adducci (Paola) |

|  |           |           |
|  | Marcatori | 73’ Rosso |

| Arbitro: | Pezzuto (Lecce) |

|                                |           |                   |
| Pesenti 49’, 65’ Pontiggia 74’ | Marcatori | 75’ A. Donnarumma |

| Como 22 dicembre 2012, ore 14:30 CET 17ª giornata | Como                  | 0 – 0 referto | Carpi | Stadio Giuseppe Sinigaglia (1.004 spett.)\| Arbitro: \| Rocca (Vibo Valentia) \| |
| Arbitro:                                          | Rocca (Vibo Valentia) |               |       |                                                                                  |

#### Girone di ritorno
| Arbitro: | Di Martino (Teramo) |

|                                  |           |  |
| Doumbia 45+1’ Casolla 81’, 90+3’ | Marcatori |  |

| Arbitro: | Cangiano (Napoli) |

|                                               |           |  |
| Mendicino 20’, 38’ Marchi 27’ Torregrossa 78’ | Marcatori |  |

| Arbitro: | Ceccarelli (Rimini) |

|                  |           |                                 |
| Coppola 32’, 77’ | Marcatori | 17’ Mendicino 61’ A. Donnarumma |

| Arbitro: | Lanza (Nichelino) |

|                                    |           |  |
| Tremolada 64’ (rig.) Schenetti 70’ | Marcatori |  |

| Arbitro: | Rocca (Vibo Valentia) |

|                                |           |  |
| Giacomazzi 32’ Chevantón 90+2’ | Marcatori |  |

| Arbitro: | Serra (Torino) |

|  |           |                          |
|  | Marcatori | 50’ Berardocco 57’ Magli |

| Arbitro: | Piccinini (Forlì) |

|                                  |           |               |
| Capogrosso 2’ Beretta 82’ (rig.) | Marcatori | 11’ Mendicino |

| Arbitro: | Martinelli (Roma 2) |

|                        |           |                                  |
| A. Donnarumma 40’, 67’ | Marcatori | 44’ (rig.) Campo 86’ Cappelletti |

| Arbitro: | Minelli (Varese) |

|                                       |           |             |
| Cremonesi 14’ Le Noci 18’ Carlini 51’ | Marcatori | 66’ Gammone |

| Arbitro: | D'Angelo (Ascoli Piceno) |

|                    |           |  |
| Basso 90+2’ (rig.) | Marcatori |  |

| Arbitro: | Spinelli (Terni) |

|                                                             |           |                                             |
| Benvenga 28’ Schenetti 46’ A. Donnarumma 80’ (rig.) Cia 84’ | Marcatori | 54’ Fortunato 67’ Musso 77’ (rig.) Madiotto |

| Arbitro: | Guccini (Albano Laziale) |

|               |           |           |
| Schenetti 84’ | Marcatori | 19’ Torri |

| Arbitro: | Ceccarelli (Rimini) |

|                                     |           |  |
| A. Donnarumma 7’, 50’ Mendicino 75’ | Marcatori |  |

| Arbitro: | Rasia (Bassano del Grappa) |

|                                                          |           |  |
| Vannucchi 2’, 75’ Russo 55’ (rig.) Staiti 69’ Guerra 85’ | Marcatori |  |

| Arbitro: | Bindoni (Venezia) |

|                           |           |                |
| Mendicino 32’ Gammone 88’ | Marcatori | 25’ A. Belotti |

| Arbitro: | Aureliano (Bologna) |

|                        |           |                                        |
| Della Rocca 34’ (rig.) | Marcatori | 57’ Schiavino 73’ (rig.) D. Donnarumma |

### Coppa Italia Lega Pro

#### Fase eliminatoria a gironi
| Arbitro: | Minelli (Varese) |

|                                        |           |                                                  |
| Bellitta 73’ (aut.) Finotto 89’ (rig.) | Marcatori | 40’, 69’ A. Donnarumma 70’ Gammone 81’ Tremolada |

| Arbitro: | Aversano (Treviso) |

|                                             |           |                 |
| A. Donnarumma 28’, 81’ Tremolada 71’ (rig.) | Marcatori | 52’ Santonocito |

#### Fase a eliminazione diretta
| Arbitro: | Caso (Verona) |

|          |           |  |
| Lisi 80’ | Marcatori |  |

| Arbitro: | Petroni (Roma 1) |

|                                   |                      |                                                |
| Gotler 51’ Tremolada 103’         | Marcatori            | 84’ T. Arrigoni 111’ Bortolotto                |
| Scialpi Gotler Fautario Tremolada | Tiri di rigore 2 – 4 | T. Arrigoni Bortolotto Cremaschi Stampati Teso |

## Statistiche

### Statistiche di squadra
| Competizione             | Punti | In casa | In casa | In casa | In casa | In casa | In casa | In trasferta | In trasferta | In trasferta | In trasferta | In trasferta | In trasferta | Totale | Totale | Totale | Totale | Totale | Totale | DR |
| Competizione             | Punti | G       | V       | N       | P       | Gf      | Gs      | G            | V            | N            | P            | Gf           | Gs           | G      | V      | N      | P      | Gf     | Gs     | DR |
| ------------------------ | ----- | ------- | ------- | ------- | ------- | ------- | ------- | ------------ | ------------ | ------------ | ------------ | ------------ | ------------ | ------ | ------ | ------ | ------ | ------ | ------ | -- |
| Lega Pro Prima Divisione | 38    | 16      | 6       | 6       | 4       | 27      | 21      | 16           | 3            | 6            | 7            | 17           | 29           | 32     | 9      | 12     | 11     | 44     | 50     | -6 |
| Coppa Italia Lega Pro    | -     | 3       | 2       | 1       | 0       | 6       | 3       | 1            | 1            | 0            | 0            | 4            | 2            | 4      | 3      | 1      | 0      | 10     | 5      | +5 |
| Totale                   | -     | 19      | 8       | 7       | 4       | 33      | 24      | 17           | 4            | 6            | 7            | 21           | 31           | 36     | 12     | 13     | 11     | 54     | 55     | -1 |

### Statistiche dei giocatori
Sono in corsivo i calciatori che hanno lasciato la società durante la stagione.
| Giocatore      | Lega Pro Prima Divisione | Lega Pro Prima Divisione | Lega Pro Prima Divisione | Lega Pro Prima Divisione | Coppa Italia Lega Pro | Coppa Italia Lega Pro | Coppa Italia Lega Pro | Coppa Italia Lega Pro | Totale   | Totale | Totale      | Totale     |
| Giocatore      | Presenze                 | Reti                     | Ammonizioni              | Espulsioni               | Presenze              | Reti                  | Ammonizioni           | Espulsioni            | Presenze | Reti   | Ammonizioni | Espulsioni |
| -------------- | ------------------------ | ------------------------ | ------------------------ | ------------------------ | --------------------- | --------------------- | --------------------- | --------------------- | -------- | ------ | ----------- | ---------- |
| C. Ambrosini   | 17                       | 0                        | 6                        | 1                        | 4                     | 0                     | 2                     | 0                     | 21       | 0      | 8           | 1          |
| A. Ardito      | 26                       | 0                        | 12                       | 2                        | 2                     | 0                     | 0                     | 0                     | 28       | 0      | 12          | 2          |
| F. Bellitta    | 0                        | 0                        | 0                        | 0                        | 1                     | 0                     | 0                     | 0                     | 1        | 0      | 0           | 0          |
| A. Benvenga    | 21                       | 2                        | 9                        | 3                        | 1                     | 0                     | 0                     | 1                     | 22       | 2      | 9           | 4          |
| M. Cia         | 23                       | 3                        | 2                        | 0                        | 0                     | 0                     | 0                     | 0                     | 23       | 3      | 2           | 0          |
| N. Del Pivo    | 5                        | 0                        | 2                        | 2                        | 4                     | 0                     | 1                     | 0                     | 9        | 0      | 3           | 2          |
| A. Donnarumma  | 30                       | 14                       | 4                        | 0                        | 2                     | 4                     | 0                     | 0                     | 32       | 18     | 4           | 0          |
| D. Donnarumma  | 18                       | 0                        | 3                        | 0                        | 4                     | 0                     | 1                     | 0                     | 22       | 0      | 4           | 0          |
| S. Fautario    | 13                       | 0                        | 2                        | 0                        | 1                     | 0                     | 0                     | 0                     | 14       | 0      | 2           | 0          |
| F. Fortino     | 0                        | 0                        | 0                        | 0                        | 0                     | 0                     | 0                     | 0                     | 0        | 0      | 0           | 0          |
| A. Gammone     | 17                       | 3                        | 2                        | 0                        | 2                     | 1                     | 0                     | 0                     | 19       | 4      | 2           | 0          |
| D. Giampà      | 26                       | 3                        | 8                        | 0                        | 1                     | 0                     | 0                     | 0                     | 27       | 3      | 8           | 0          |
| M. Gotler      | 5                        | 0                        | 0                        | 0                        | 2                     | 1                     | 0                     | 0                     | 7        | 1      | 0           | 0          |
| D. Grandi      | 1                        | 0                        | 0                        | 0                        | 2                     | 0                     | 0                     | 0                     | 3        | 0      | 0           | 0          |
| F. Lisi        | 21                       | 1                        | 3                        | 1                        | 4                     | 1                     | 0                     | 0                     | 25       | 2      | 3           | 1          |
| F. Luoni       | 19                       | 0                        | 7                        | 1                        | 0                     | 0                     | 0                     | 0                     | 19       | 0      | 7           | 1          |
| P. Marchi      | 18                       | 1                        | 4                        | 2                        | 4                     | 0                     | 2                     | 0                     | 22       | 1      | 6           | 2          |
| S. Maugeri     | 0                        | 0                        | 0                        | 0                        | 1                     | 0                     | 0                     | 0                     | 1        | 0      | 0           | 0          |
| A. Mazzocca    | 0                        | 0                        | 0                        | 0                        | 1                     | 0                     | 0                     | 0                     | 1        | 0      | 0           | 0          |
| E. Mendicino   | 16                       | 6                        | 3                        | 0                        | 0                     | 0                     | 0                     | 0                     | 16       | 6      | 3           | 0          |
| A. Micai       | 14                       | -21                      | 1                        | 0                        | 2                     | -2                    | 0                     | 0                     | 16       | -23    | 1           | 0          |
| M. Migliorini  | 10                       | 0                        | 1                        | 0                        | 0                     | 0                     | 0                     | 0                     | 10       | 0      | 1           | 0          |
| F. Perucchini  | 19                       | -29                      | 3                        | 0                        | 2                     | -3                    | 0                     | 0                     | 21       | -32    | 3           | 0          |
| A. Schenetti   | 14                       | 3                        | 1                        | 0                        | 0                     | 0                     | 0                     | 0                     | 14       | 3      | 1           | 0          |
| M. Schiavino   | 23                       | 0                        | 3                        | 0                        | 4                     | 0                     | 1                     | 0                     | 27       | 0      | 4           | 0          |
| A. Scialpi     | 18                       | 1                        | 3                        | 0                        | 3                     | 0                     | 0                     | 0                     | 21       | 1      | 3           | 0          |
| N. Taïder      | 0                        | 0                        | 0                        | 0                        | 0                     | 0                     | 0                     | 0                     | 0        | 0      | 0           | 0          |
| E. Torregrossa | 10                       | 1                        | 0                        | 0                        | 2                     | 0                     | 0                     | 0                     | 12       | 1      | 0           | 0          |
| L. Tremolada   | 28                       | 4                        | 4                        | 0                        | 3                     | 3                     | 0                     | 0                     | 31       | 7      | 4           | 0          |
| D. Twardzik    | 0                        | -0                       | 0                        | 0                        | 0                     | -0                    | 0                     | 0                     | 0        | -0     | 0           | 0          |
| M. Velardi     | 12                       | 0                        | 1                        | 1                        | 2                     | 0                     | 1                     | 0                     | 14       | 0      | 2           | 1          |
| E. Verachi     | 16                       | 0                        | 1                        | 0                        | 0                     | 0                     | 0                     | 0                     | 16       | 0      | 1           | 0          |